# 스티네 리세 하테스타
스티네 리세 하테스타 브랏스베르그(노르웨이어: Stine Lise Hattestad Bratsberg, 1966년 4월 30일~)는 노르웨이의 전직 프리스타일 스키 선수로 주 종목은 모굴이다. 1992년 동계 올림픽 여자 모굴 동메달과 1994년 동계 올림픽 여자 모굴 금메달을 획득했으며 세계 선수권 대회에서 금메달 1개를 획득했다.